# Autorretrato con la oreja vendada
Autorretrato con la oreja vendada o El hombre con pipa es una pintura al óleo sobre tela del pintor neerlandés Vincent van Gogh realizada en Arlés en enero de 1889. La tela pasó a propiedad de la familia Niarchos, siendo luego expuesta en la fundación LVMH, propiedad de Bernard Arnault.

## Contexto
El 23 de diciembre de 1888, en su taller de Arlés, Van Gogh intentó herir a Paul Gauguin antes de cortarse la oreja con una navaja barbera. Rápidamente recuperado, Van Gogh pinta su autorretrato, la zona de la oreja izquierda cubierta por un vendaje que rodea su cara. Como usaba un espejo y no corregía el efecto, en sus autorretratos los lados aparecen invertidos, el derecho era en realidad el izquierdo y el izquierdo era en realidad el derecho. Para Gauguin, esta nueva crisis de locura marca el final de la colaboración entre ambos en su "taller del sur", que pretendían formar en Arlés.

## Descripción del cuadro
En un plano cercano aparece su rostro ligeramente de tres cuartos, la cabeza girada a la derecha (la izquierda en la realidad). Lleva una chaqueta gruesa, una gorra usada y un vendaje rodeándole la cara. Fuma en pipa (el humo está materializado). El cuadro da impresión de resignación pero también de apaciguamiento. Tiene los rasgos crispados, la mandíbula apretada y la mirada perdida en la lejanía. Van Gogh tiene 35 años pero aparenta más. El rostro, que es el elemento dominante, ocupa el centro de la tela; los ojos están a la altura de la línea que divide el cuadro en dos partes. El fondo es liso y bicolor, una franja de color rojo y otra naranja.

### Color
El fondo está dividido en dos zonas: la parte inferior es roja mientras que el borde superior es principalmente naranja, con algunos toques amarillos. La gorra es azul delante (un adorno de pelo) y detrás, violeta. La chaqueta es verde. El humo, su camisa y el vendaje son blancos mientras que el contorno de la pipa, sus ojos y sus cabellos son muy oscuros, casi negros. La pipa es marrón.
Van Gogh ha conseguido obtener un gran equilibrio en el juego de colores. Primeramente, su paleta se limita a los tres colores primarios pictóricos (rojo, azul, amarillo) y a los tres secundarios (verde, violeta y naranja), más el blanco y el negro (la sola excepción son los toques marrones de la pipa). Los colores organizados por pares de contrastes, están destinados a producir una idea de equilibrio: entre los colores primarios y secundarios, entre el negro y el blanco, entre los colores análogos y complementarios. Así, todos los colores han sido escogidos con el fin de contribuir a la armonía del cuadro y a cada uno le asignó un papel preciso, en oposición a otro.